# Christopher Kastensmidt
Christopher Kastensmidt (Houston, 12 de Setembro de 1972) é um escritor norte-americano, mais conhecido pela criação do universo fantástico A Bandeira do Elefante e da Arara, que inclui obras de ficção publicadas em doze países e um premiado cenário de RPG, que foi recipiente do ENNIE de destaque dos juízes em 2018, o primeiro jogo brasileiro a ser premiado. Kastensmidt também possui uma longa carreira de desenvolvedor de games, com milhões de exemplares vendidos pelo mundo, em algumas das maiores e mais importantes empresas de jogos da história do Brasil, como Southlogic Studios e Aquiris Game Studio.
Sua noveleta Duplo Fantasia Heroica – O Encontro Fortuito de Gerard van Oost e Oludara foi finalista do Prêmio Nebula e vencedor do prêmio Realms of Fantasy, em 2011.

## Biografia

### Início
Kastensmidt nasceu em 12 de Setembro de 1972, na cidade de Houston, Texas. Desde antes de escrever, já criava histórias. Cursou engenharia de computação na Rice University e foi trabalhar na California na Intel Corporation. 

### Carreira em games e mudança para o Brasil
Na Intel, Christopher prestou assessoria técnicas para dezenas de empresas, inclusive LucasArts.  Em 1999, saiu da Intel para se juntar à Southlogic Studios, uma empresa de jogos digitais em Porto Alegre, fundada em 1996. Em 2001, ele imigrou definitivamente para o Brasil.
Kastensmidt trabalhou dez anos como sócio-diretor da empresa, e atuou nos cargos de diretor criativo, game designer, produtor, e programador, além de negociar dezenas de contratos com empresas estrangeiras.  Nesse tempo, criou o conceito original e game design de Imagine Wedding Designer, superando 1.2 milhão de cópias vendidas a preço de US$29,99, sendo o jogo brasileiro com maior faturamento de vendas até hoje. 
Em 2009, negociou a venda da Southlogic Studios para a multinacional Ubisoft, criando uma filial no Brasil onde seguiu trabalhando como coordenador de estúdio, e diretor criativo. Saiu da empresa em 2010 para seguir sua carreira de escritor.

### Autor
As publicações profissionais de suas ficções iniciaram-se em 2005, com a publicação do conto “Daddy’s Little Boy” na revista Deep Magic.  Em 2010, uma de suas noveletas, “O Encontro Fortuito de Gerard van Oost e Oludara”, foi publicada na revista Realms of Fantasy, considerada na época a maior revista de fantasia dos Estados Unidos. Esse mesmo conto também veio a ser finalista do Prêmio Nebula, considerado um Oscar dentro da literatura por ser escolhido pelos profissionais da área, em 2011. 
Tal premiação lhe trouxe reconhecimento, e também muitos convites para eventos, incluindo, naquele mesmo ano, a jornada nacional da literatura, onde, em dois dias, falou com cerca de doze mil alunos. 
Em 2014, Kastensmidt foi finalista do Prêmio Argos, dado pelo clube de Leitores de Ficção Científica  e em 2015, foi finalista do Prêmio AGES – Livro do Ano, dado pela Associação Gaúcha de Escritores. 

### Atualidade
Kastensmidt continua com sua carreira de escritor, trabalhando atualmente com narrativas para games, livros, filmes, seriados e quadrinhos. Atuou como professor no Centro Universitário Ritter dos Reis para o curso de Design de Jogos Digitais, e também realiza palestras dentro e fora do Brasil sobre narrativas, games, letramento digital, e criatividade. 
Muitas de suas horas voluntárias são investidas na organização da Odisseia de Literatura Fantástica, evento anual que ele ajudou a fundar, e que visa reunir escritores, editores, e leitores de todos os lugares do país, procurando solidificar o cenário fantástico brasileiro. Também fundou o Concurso Hydra, iniciativa voltada a expor autores de literatura fantástica brasileira no exterior.  Em 2020, fundou a empresa Time Galleon Visual Novels com Tiago Rech, outro autor reconhecido do cenário brasileiro de jogos. A empresa desenvolve e publica os próprios jogos, já tendo lançando títulos de amplo reconhecimento internacional, como o jogo "I Did Not Buy This Ticket", indicado a Melhor Jogo Brasileiro em diversas premiações nacionais.

## Vida Pessoal
Christopher vive com sua esposa Fernanda e seu filho Lynx. 

## Honras
Kastensmidt recebeu diversas homenagens e honras. As mais importantes foram as listadas a seguir: 
- Finalista, Prêmio Ludopedia 2021, Suplemento RPG do Ano – Designer Nacional
- Finalista, Prêmio Ludopedia 2021, Suplemento RPG do Ano[13]
- Vencedor, Prêmio Ludopedia 2020, Suplemento RPG do Ano – Designer Nacional
- Finalista, Prêmio Ludopedia 2020, Suplemento RPG do Ano[14]
- Vencedor, Prêmio Ludopedia 2019, RPG do Ano – Designer Nacional [15]
- Finalista, Prêmio Ludopedia 2019, RPG do Ano
- Finalista, Prêmio Nebula de 2011, Melhor Noveleta
- Finalista, Prêmio AGES de 2015, Livro do Ano – Categoria Especial
- Finalista, Prêmio Argos de 2014, Melhor História Curta
- Vencedor, Prêmio Realms of Fantasy de 2011, Melhor História
- Trofeu Vasco Prado, 14ª Jornada de Literatura, Passo Fundo, 2011
- Amigos do Livro de 2014 pela co-idealização da Odisseia de Literatura Fantástica
- Homenagem Mondo Estronho de 2014 pela co-idealização da Odisseia de Literatura Fantástica
- Autor Homenageado, XX Feira do Livro da EMEF Vila Monte Cristo, 2015
- Patrono, Feira do Livro da EEEF Mané Garrincha, 2015